# Rübelandbahn

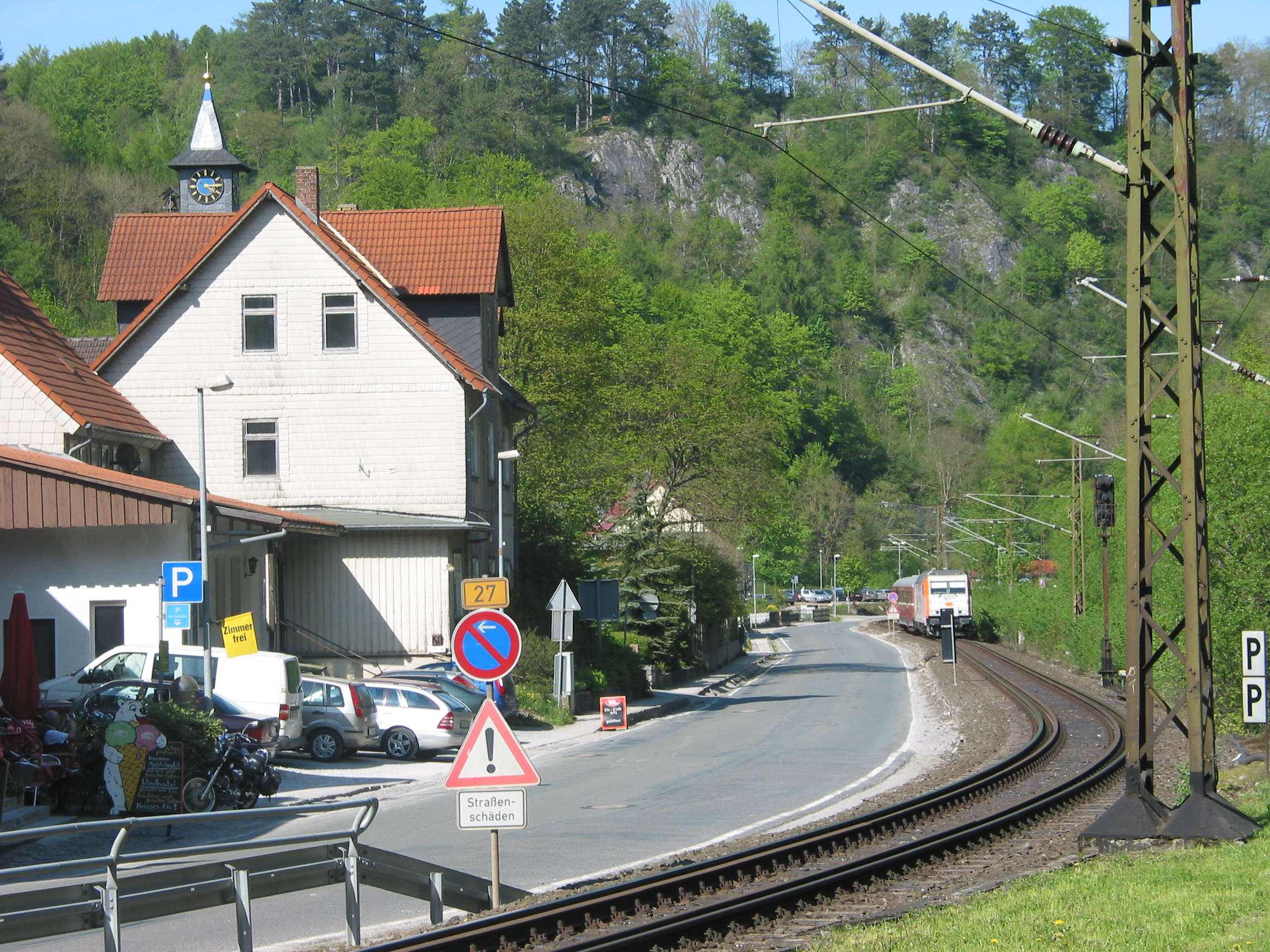
Rübeland állomás előtt: különvonat a HVLE 285 001 mozdonnyal 2008. május 11-én

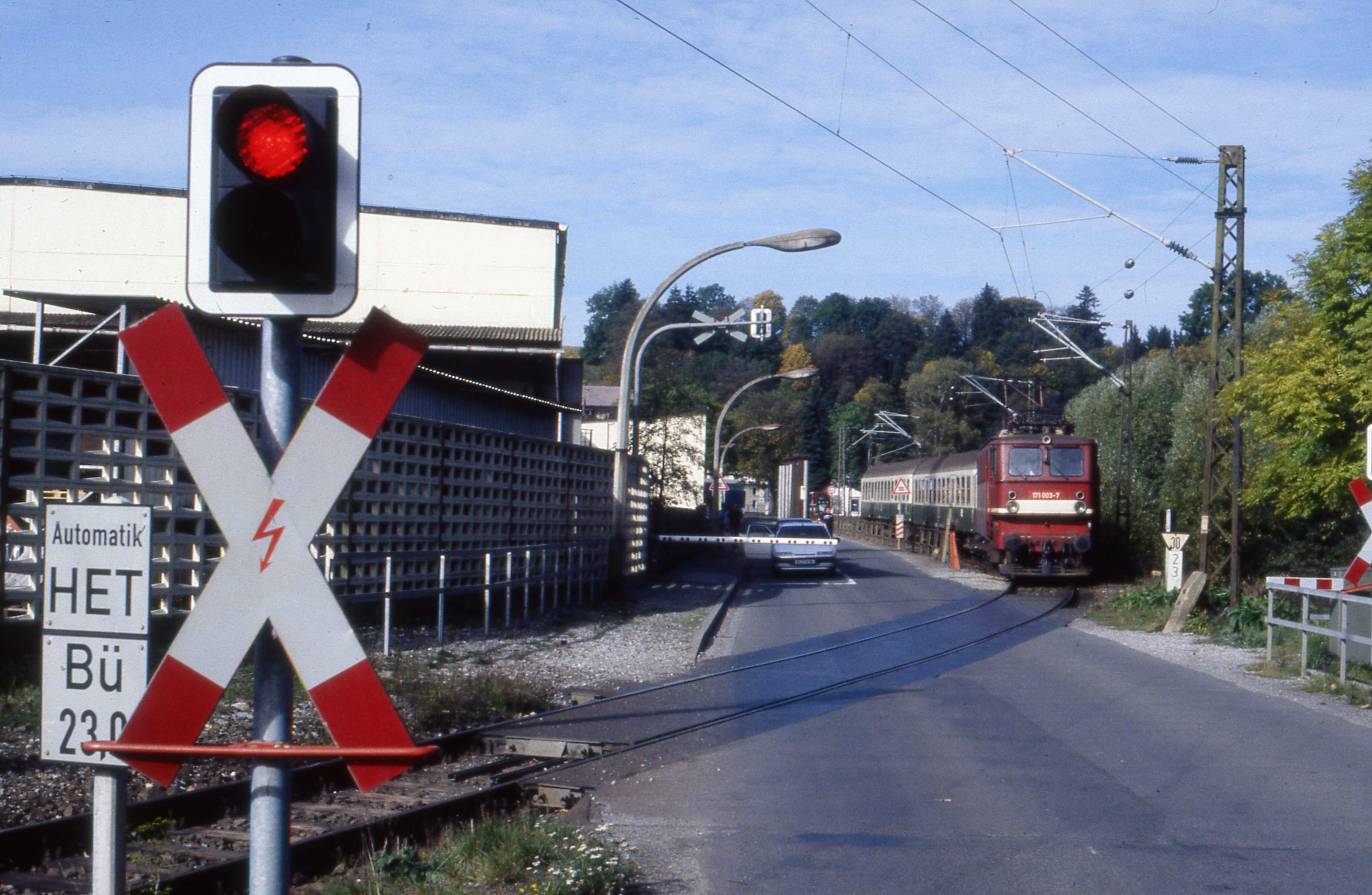
Königshütte állomás 1995-ben

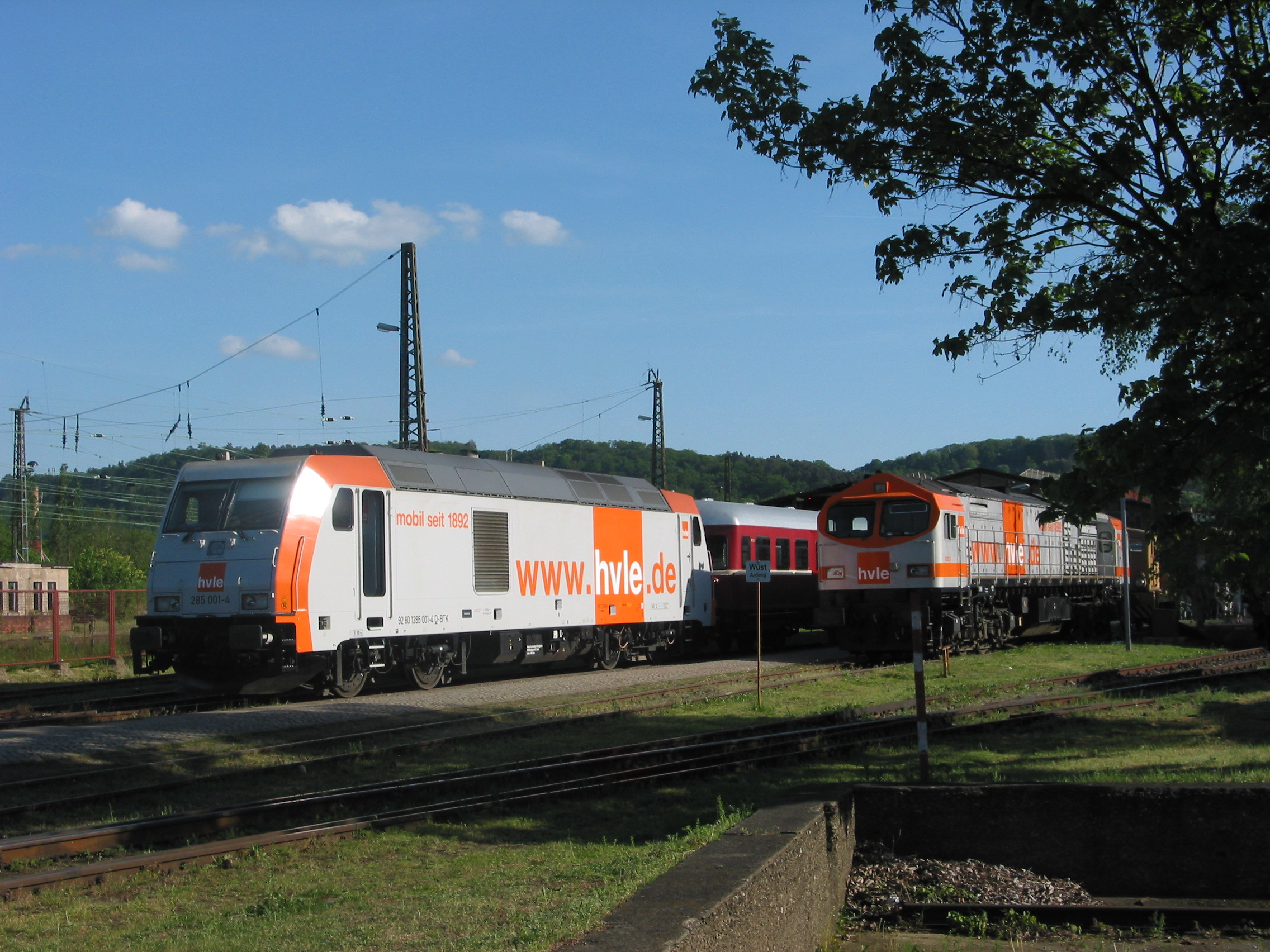
HVLE Bombardier 285 001 és 330 03 Blue Tiger Blankenburg állomáson

A Rübelandbahn egy 1880 és 1886 között a Halberstadt-Blankenburg Vasút által épített vasútvonal Blankenburgból Rübelandon és Königshüttén át Tannebe. A vonal hossza 30,6 km, a magasságkülönbség 300 méter.

## A vonal története
A vonal eredetileg Abt-rendszerű fogaskerekű vonalként épült meg, majd 1931-ben részleges vonalkorrekcióval megszűnt a fogasüzem, áttértek a tisztán adhéziós üzemre és DR 95 sorozatú gőzmozdonyok látták el a forgalmat.
A 7 km hosszú Königshütte-Tanne szakaszt 1968-ban megszüntették. Az Elbingerode-Königshütte szakaszon az utolsó vonat 1999-ben közlekedett. A vonalon Michaelstein-nél csúcsfordító van, és több 60 ezrelékes emelkedő is nehezíti a közlekedést.
A "Rübelandbahn" elnevezés a vonal államosítása után keletkezett, előtte "Harzbahn"-nak nevezték.
1950. január 1-jén a NDK államvasútja, a Deutsche Reichsbahn átvette a vonalat az 1946-ban államosított Halberstadt-Blankenburg Vasúttól.
1960 és 1965 között a vonalat villamosították, hogy a mészkövet nagy mennyiségben szállítani tudják a Rübeland melletti bányából. Mivel a helyszínen nem állt rendelkezésre a német vasúti frekvencia (15 kV, 16,7 Hz), a vonalat a Blankenburg-i alállomási transzformátorral a 110 kV 50 Hz-es országos hálózathoz csatlakoztatták, és 25 kV 50 Hz-zel táplálják. Emiatt a vonalon speciálisan ide tervezett mozdonysorozat, a DR 251 sorozat, később DB 171 sorozat dolgozott. 1996-ban a Deutsche Bahn megszüntette a teherforgalmat, 1999-ben a személyforgalmat, amely igen csekély volt, a mozdonyok általában egy vagy két személykocsival közlekedtek. A Hornberg-i mészkőüzemig megmaradt a teherforgalom, a hegymenetben 600 tonnás, lejtőben 1500 tonnás tehervonatok elöl-hátul mozdonnyal közlekedtek, a Michaelstein-i irányfordulás miatt.
2000-től a személyforgalmat a DB 218 mozdonyok vették át ingavonatokkal. 2004-ig tehervonatoztak még a DB 171 mozdonyok. Próbaképpen 2003-ban DB 189 és DB 185 mozdonyokkal próbáztak, majd 2004 végéig 2 db 185-ös és 2 db 189-es sorozatú villamosmozdony látta el a tehervonati feladatokat.
2005-ben a felsővezetéket kikapcsolták rossz állapota miatt.
2005. december 11-én a Blankenburg-Elbingerode szakaszon a személyszállítást megszüntette a tartomány.
A vonalat 2006-ban kiadták üzemeltetésre a "Fels Netz GmbH"-nak, a teherforgalom kétharmadát a Railion-tól átvette a HVLE (Havelländische Eisenbahn). A Railion DB 233 és DB 241 mozdonyokat hozott a megmaradt szállításaihoz. 2006-ban a HVLE átvette a teljes teherforgalmat, 346-os tolató, illetve Blue Tiger 330-as sorozatú és 2008 óta Bombardier TRAXX 285-ös sorozatú vonali dízelmozdonyokkal.
A turisztikai alkalmazáshoz 2 darab DB 171-es mozdonyt (régi számaikon 251 001 és 251 002) Blankenburg-ban megőriztek eredeti zöld festésben, mivel a gőzmozdonyos forgalom nem várt nehézségekbe ütközött. Tervezik a hétvégi személyforgalom megindítását. A többi 171-es mozdony Zwickau-ban van megőrizve, eladásra várva, de 80 km/h sebességük miatt nincs érdeklődés.
2007 nyarán megújult Rübeland állomás peronja, elbontották a felesleges Hüttenrode és Königshütte felvételi épületeket, 2008 januárban elbontották a nem használt Hornberg-Königshütte felsővezetéket.
2008-ban a 95,1027 gőzmozdonyt Meiningen-be vitték, ahol 350000 euró-ból üzemképesre felújítják, hogy a Rübelandbahn vonalon közlekedhessen hétvégi nosztalgiaforgalomban.
A dízelüzem (különösen a Blue Tiger mozdonyok zajos üzeme) miatt a lakosok tiltakozásba kezdtek, a zajszint és a kipufogófüst elviselhetetlenné vált. Ennek eredményeképpen 12 millió euróból (ebből Szász-Anhalt tartomány támogatása 3,4 millió euró) 2008-2009-ben felújították a felsővezetéktartó oszlopokat, az energiaellátást, a munkavezetéket, így az újra bekapcsolhatóvá vált. 2009. április 17-én ünnepélyesen átadták a visszakapcsolt felsővezetéket.
2009 áprilisától a HVLE a frissen beszerzett 3 darab Bombardier TRAXX villamosmozdonyaival (185 583, 185 640, 185 641) továbbítja a tehervonatokat, továbbra is 25 kV 50 Hz feszültséggel. A vonal jövője így hosszú időre biztosított lett.